# Mont Champlain
Pour les articles homonymes, voir Champlain.
Le mont Champlain (anglais : Mount Champlain) est un sommet des collines Sainte-Croix situé dans le comté de Queens et la base des Forces canadiennes Gagetown au Nouveau-Brunswick. Ses alentours étaient le site préféré de l'administration fédérale pour l'établissement du premier parc national au Nouveau-Brunswick. Le site de l'actuel parc national de Fundy fut finalement choisi par la province.